# たんぽぽおさむ
たんぽぽ おさむ（1958年7月24日 - ）は、東京都出身の俳優。ロットスタッフ所属。

## 人物
身長175cm。
趣味はスポーツ観戦、草野球、麻雀、料理。
俳優業のほかに東京都新宿区歌舞伎町の新宿ゴールデン街で飲食店「十六夜」を経営している。

## 出演作品

### テレビドラマ
NHK
- 連続テレビ小説 / 純情きらり（2006年）

日本テレビ
- 木曜ナイトドラマ / FACE MAKER（2010年）

TBS
- SPEC〜翔〜（2012年）
- 金曜ドラマ / ウロボロス〜この愛こそ、正義。（2015年） - ホームレス

フジテレビ
- プレミアムステージ / X'smap〜虎とライオンと五人の男〜（2004年）
- 麗しき鬼（2007年）
- エゴイスト 〜egoist〜（2009年） - 田中ディレクター
- 絶対零度（2010年） - 杉浦章
- 木曜劇場 / レンアイ漫画家（2021年） - 候補者
- 全領域異常解決室（2024年） - 男性

テレビ朝日
- ロト6で3億2千万円当てた男（2008年）
- 最後の晩餐 〜刑事・遠野一行と七人の容疑者〜（2011年）
- 海賊戦隊ゴーカイジャー（2011年） - 王

テレビ東京
- トミカヒーロー レスキューファイアー（2009年） - 船長
- ドラマ24 / 嬢王（2009年）
- 好好!キョンシーガール〜東京電視台戦記〜（2012年） - 勝地誠一郎
- ウルトラマンギンガS（2014年） - ヒヨリの父
- ハラスメントゲーム 秋津VSカトクの女（2020年）

WOWOW
- ドラマW / アルバイト探偵（2005年）
- TOKYO VICE - たかだ
  - （2022年）
  - （2024年）

### 映画
- オペレッタ狸御殿（2005年、日本ヘラルド映画）
- 姑獲鳥の夏（2005年、日本ヘラルド映画）
- 春画夫婦の密かな愉しみ（2006年）
- リアルメン・スタンド!（2006年）
- ホスト狂い 渇かない蜜汁（2006年） - シュウ
- 闇を駆け抜けろ!（2007年）
- 魍魎の匣（2007年、ショウゲート）
- 20世紀少年 第2章 最後の希望（2009年、東宝）
- バタフライ〜肩の上の蝶〜（2011年）※中国映画
- 劇場版 SPEC〜天〜（2012年、東宝）
- JUKAI 樹海（2016年）
- 性鬼人間第二号 〜イキナサイ〜（2018年）
- 牙狼-GARO- -月虹ノ旅人-（2019年、東北新社） - ワサビ

### オリジナルビデオ
- ヴィジュアル・バンディッツ NEWS REEL III「ホシノフルサト」（2000年） - オキナ
- 男魂仮面 マスキュリン（2002年）
- 牝牌 汚された女雀士（2004年）
- 白い肌の誘惑 ロシア未亡人 （2004年） - 坂井悠一
- 裏の後家さん 張形に夢中!（2004年） - 石川健介
- 揺れる電車の中で ハメられた家庭教師（2004年）
- 黒足袋婦人 喪服不倫（2005年）
- みだれ艶熟尻女房／春画夫婦の秘事（2006年）
- はいからさんの性（2006年）
- 道化師の恋（2011年）
- 同級生の恋 〜想い続けて〜（2012年）
- 女猫：ミカ　プッシーキャット・ガールの発情恩返し（2019年）

### 舞台
- すいません劇場
  - やじお それ見た事かい
  - だまし だまし（2019年 ほか）
    - 新・だまし だまし～兄弟仁義～

  - あの人は今
  - シェーがんでんど
  - いってこい
  - とら とら とら
  - フラワーロード
  - めいそう教室
  - ぐんそうと私（軍曹と私）（2024年 ほか）
  - 246の星
  - たいこの囁き
  - 贋作・トニー谷 ✕ 贋作・デン助（2017年）
- 東京惑ワズ「こころのひとたち」
- 言葉を伝える「女体」
- A･P･B‐Tokyo
  - 青ひげ公の城（2007年）
  - 田園に死す
- 曼珠沙華（2018年）

### CM
- マルキン自転車
- 科学技術館 「バーチャル地層体験ツアー」 - 博士
- ポッカサッポロフード&ビバレッジ クオリティーブラック